# تاریک‌ترین فرشته‌ها (آلبوم ویکس)
تاریک‌ترین فرشته‌ها (انگلیسی: Darkest Angels) اولین آلبوم گردآوری‌شده گروه پسرانهٔ اهل کره جنوبی ویکس است که در ۲ ژوئیه ۲۰۱۴ در ژاپن تحت نظر کمپانی‌های جلی‌فیش و ویکتور منتشر شد. برای تبلیغ این آلبوم، ویکس رویداد تاچی را در توکیو در ۵ و ۶ ژوئیه ۲۰۱۴ برگزار کرد. این آلبوم به مدت ۵ هفته به در جایگاه دهم چارت اوریکون قرار داشت و ۱۲۳۳۲ نسخه از آن فروخته شد.
این آلبوم، اولین آلبوم منتشر شدهٔ گروه در ژاپن می‌باشد و به منزلهٔ شروع کار ژاپنی ویکس است.

## فهرست قطعه‌ها
| آهنگ‌های سی‌دی | آهنگ‌های سی‌دی                                               | آهنگ‌های سی‌دی    | آهنگ‌های سی‌دی |
| شماره        | نام                                                        | از آلبومِ        | مدت          |
| ------------ | ---------------------------------------------------------- | --------------- | ------------ |
| ۱.           | «奇跡» ("ابدیت")                                           | ابدیت           | ۳:۰۴         |
| ۲.           | «デ・ダ・ナ・ダ・ノ» (" توی فوق‌العاده ")                   | جکیل            | ۳:۳۰         |
| ۳.           | «ハイド» ("هاید")                                          | افسون           | ۳:۱۶         |
| ۴.           | «呪いの人形» ("عروسک افسون‌شده")                            | افسون           | ۳:۳۶         |
| ۵.           | «傷つく準備ができてる» ("دوباره و دوباره")                 | افسون           | ۳:۴۲         |
| ۶.           | «答えはキミだから» ("فقط تو")                              | افسون           | ۳:۴۵         |
| ۷.           | «راک یور بادی»                                             | افسون           | ۳:۴۲         |
| ۸.           | «ابرقهرمان»                                                | افسون           | ۳:۳۰         |
| ۹.           | «ジキル» ("جکیل")                                          | جکیل            | ۰:۴۳         |
| ۱۰.          | «暗闇を照らせ» ("تاریکی رو روشن کن")                       | هاید/جکیل       | ۳:۰۱         |
| ۱۱.          | «もう耐えないで» ("مقاومت نکن") (همراه با مینا از گرلز دی) | هاید/جکیل       | ۳:۴۵         |
| ۱۲.          | «نامهٔ عاشقانه»                                             | هاید/جکیل       | ۴:۳۵         |
| ۱۳.          | «アイドルやりたくない» ("من نمی‌خوام یه آیدول باشم")        | دوباره و دوباره | ۳:۴۵         |
| ۱۴.          | «痛いのに好きだよ» ("تو تو تو تو تو")                      | راک یور بادی    | ۳:۴۹         |
| ۱۵.          | «یک روز»                                                   | افسون           | ۳:۵۶         |
| ۱۶.          | «ふたりの愛が生まれた日» ("بابتِ به‌دنیا اومدنت ممنونم")     | افسون           | ۴:۱۷         |

| نسخهٔ محدود شده | نسخهٔ محدود شده                                    | نسخهٔ محدود شده |
| شماره          | نام                                               | مدت            |
| -------------- | ------------------------------------------------- | -------------- |
| ۱.             | «ابرقهرمان»                                       | ۳:۳۹           |
| ۲.             | «راک یور بادی»                                    | ۴:۲۲           |
| ۳.             | «傷つく準備ができてる» ("دوباره و دوباره")        | ۳:۱۶           |
| ۴.             | «ハイド» ("هاید")                                 | ۳:۲۰           |
| ۵.             | «デ・ダ・ナ・ダ・ノ» ("توی فوق‌العاده")            | ۳:۴۰           |
| ۶.             | «呪いの人形» ("عروسک افسون‌شده") (نسخهٔ بدون خشونت) | ۳:۳۴           |
| ۷.             | «答えはキミだから» ("فقط تو")                     | ۳:۴۸           |
| ۸.             | «奇跡» ("ابدیت")                                  | ۳:۰۹           |
| ۹.             | «呪いの人形» ("عروسک افسون‌شده") (نسخهٔ مثبت ۱۹)    | ۴:۲۷           |